# Olaf Koch (Dirigent)
Olaf Koch (* 14. Januar 1932 in Bebra (heute ein Stadtteil von Sondershausen); † 22. August 2001 in Halle (Saale)) war ein deutscher Dirigent und Hochschullehrer.
Im Jahr 1964 wurde er am Meininger Theater zum Generalmusikdirektor ernannt. Ende der 1960er Jahre wandte er sich dem Konzertdirigat zu und stand über zwanzig Jahre lang als Chefdirigent dem Staatlichen Sinfonieorchester bzw. der Halleschen Philharmonie vor, die er zu überregionaler Anerkennung führte. Koch setzte sich für zeitgenössische Werke von ostdeutschen (Günter Kochan u. a.) und sowjetischen Komponisten ein. 1979 erhielt er den Nationalpreis der DDR.
Zunächst in Weimar zum Dirigierprofessor ernannt, amtierte er von 1982 bis 1986 als Rektor der Hochschule für Musik Hanns Eisler Berlin.

## Leben

### Thüringer Herkunft und Sozialisation
Olaf Koch wurde 1932 als jüngstes von drei Kindern des Bergmanns Karl Wilhelm Louis Koch und dessen Frau Ida Auguste Lucie, geb. Schlegelmilch, im thüringischen Bebra bei Sondershausen geboren. Sein Vater arbeitete im dortigen Kaliwerk. Prägung erfuhr Koch auch über das antifaschistische Milieu. Koch, der später selbst Mitglied der Antifa-Jugend war, verlor während des Nationalsozialismus seinen Halbbruder Heinz Koch, welcher 1941 wegen Hoch- und Landesverrats in Berlin-Plötzensee hingerichtet wurde. Nach dem Besuch der Volksschule lernte er von 1945 bis 1950 Violoncello, Klavier, Komposition und Dirigieren am Max-Reger-Konservatorium in Sondershausen. Seinen Lebensunterhalt verdiente er sich in dieser Zeit als Forstarbeiter und Tanzmusiker. „Aus tiefer Überzeugung“, wie Wolfgang Herbrand formulierte, wandte sich Koch in der DDR der Staatspartei zu. Obwohl er bereits mit einundzwanzig Jahren einen Aufnahmeantrag gestellt hatte, wurde er erst 1955 Mitglied der SED. Kulturpolitisch identifizierte er sich mit der Idee, dass Kunst nicht mehr nur der Elite gehöre, sondern den einfachen Menschen.

### Wechselnde Kapellmeisterstationen

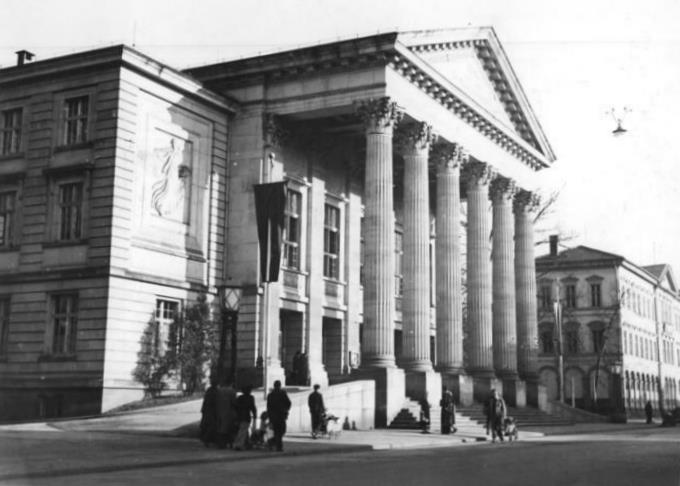
Meininger Theater (1953)

Achtzehnjährig trat Koch seine erste feste Stelle als Repetitor für Ballett, Oper und Operette und zweiter Kapellmeister am Landestheater Meiningen an. Dort wurde er durch Theaterleiter Fritz Diez gefördert. Schwerpunkt seiner Tätigkeit war die eines Operettenkapellmeisters. Von 1955 bis 1958 wirkte er als erster Kapellmeister am Landestheater Halle. Dort brachte er 1958 das durch Henn Haas choreografierte Ballett „Kreuzbauer Ulrike“ von Carl-Heinz Dieckmann, das während der Befreiungskriege spielt, zur Uraufführung. 1958 ging er als Musikalischer Oberleiter an das Stadttheater Stralsund. Aus Halle brachte er seinen Regieassistenten Harry Kupfer mit, der für ihn in Stralsund als einziger Musiktheaterregisseur nun folgende Opern inszenierte: Der Freischütz von Carl Maria von Weber, Enoch Arden von Ottmar Gerster und Die lustigen Weiber von Windsor von Otto Nicolai. 1960/61 wechselte er als Musikdirektor an das Theater der Altmark in Stendal. 1961 realisierte er mit dem Ungarnflüchtling Béla Hollai im westdeutschen Göttingen ein Gemeinschaftsprojekt zwischen den Sinfonieorchestern Göttingen und Stendal mit Werken von Josef Suk, Aram Chatschaturjan, Carl Maria von Weber und Robert Schumann.

### Generalmusikdirektor am Meininger Theater
Auf Betreiben der DDR-Behörden und auch seinem eigenen Wunsch nach kehrte er von November 1961 bis 1967 an das Meininger Theater zurück. Diesmal wurde er in der Nachfolge von Rolf Reuter als Musikalischer Oberleiter verpflichtet, 1964 erfolgte die Ernennung zum Generalmusikdirektor. Für Alfred Erck war Koch „mit absolutem Gehör ausgestattet, den großen Ton liebend, dramatische Momente sehr wohl auskostend, sagte er Ungenauigkeiten, gar Schlamperei gehörig den Kampf an und war bei Orchestermusikern wie Sängern gleichermaßen gefürchtet“. Zum Solistenensemble gehörten seinerzeit u. a. Günther Hofmann, Ines Kurz-Markgraf und Volker Schunke. Ein Novum war, dass er ab 1964 osteuropäische Belcanto-Solisten wie Sandor Arizs und Virginia Keranowa nach Meiningen holte. Entsprechend ließ er zunächst vor allem italienische Opern von Giuseppe Verdi und Giacomo Puccini aufführen. Im Jahr 1962 übernahm Koch auch die Leitung der Rüdiger-Flohr-Inszenierung von Händels Ezio in der musikalischen Fassung von Max Schneider. Sein autoritärer Führungsstil und seine Dominanz in Bezug auf die Solisten trafen in Meiningen auf die Neuerungen des Regisseurs Hans Günter Nebel, der von Felsensteins Musiktheater geprägt war. Beide fanden im russischen Musikdrama zusammen, etwa in Mussorgskis Boris Godunow. Darüber hinaus entstanden auch Wagner- und Strauss-Produktionen. Kochs Vorliebe allerdings galt der Sinfonik, wobei er ganz besonders Ludwig van Beethoven schätzte. Später nahm er ferner die Konzertmusik von slawischen Tonschöpfern wie Modest Mussorgski und Dmitri Schostakowitsch in sein Repertoire auf. 1967 realisierte er die deutsche Erstaufführung der 1. Sinfonie von Nina Makarowa, der Ehegattin Aram Chatschaturjans. Ferner brachte er anlässlich der Thüringer Musiktage 1966 mit den Berliner Pianisten Eberhard Rebling und Siegfried Stöckigt das „Sinfonische Poem für zwei Klaviere und Orchester“ von Wolfgang Hohensee zur Uraufführung. Gastdirigate führten Koch 1967 in die Tschechische Slowakei und in die Sowjetunion. Nach Gert Richter brachte er das Orchester des Meininger Theaters „zu einem höheren musikalischen Niveau“. Darüber hinaus betätigte er sich als Komponist, so instrumentierte er ein Lied des Schriftstellers Walter Werner. Die Zeit in Meiningen galt Koch selbst als die prägendste seiner Karriere.

### Chefdirigent der Halleschen Philharmonie
Koch wandte sich ab 1967 verstärkt dem Konzertdirigat zu und wurde in der Nachfolge von Karl-Ernst Sasse Leiter und Chefdirigent des Staatlichen Sinfonieorchesters Halle. Koch „wollte ein Orchester formen, das seinen hohen Vorstellungen entsprechen sollte“, wie die Journalistin Gisela Heine formulierte. In Halle gestaltet er mit dem Klangkörper die Händel-Festspiele und die Musiktage mit. So dirigierte er anlässlich der Händel-Festspiele 1970 Beethovens Tripelkonzert, das von den sowjetischen Gastmusikern, dem Violinvirtuosen Oleg Kagan, der Pianistin Elisabeth Leonskaja und der Cellistin Natalia Gutman interpretiert wurde. Bei den Wittenberger „Wochen der zeitgenössischen Musik“ 1971 nahm er mit einer Darbietung von Janáčeks Sinfonietta teil. Überdies brachte er mehrere zeitgenössische Musikwerke von DDR-Komponisten zur Ur- und Erstaufführung u. a. 1969 Heinz Röttgers Violinkonzert (mit Gustav Schmahl) und 1970 Hans Jürgen Wenzels „Trassensinfonie“. Wenzels Werk aber, das nicht durch den Komponistenverband der DDR (VKM) vergeben worden war, führte zum Konflikt mit Koch, woraufhin dieser von den 1970er Jahren an zeitgenössische Musik und somit faktisch Tonschöpfungen aus der Region zunächst in der Programmplanung zurückstellte und ab 1979 auch in Wenzels progressive Reihe „Konfrontation“ der Halleschen Philharmonie auslagerte.
Im Jahr 1972 übernahm Koch die Leitung der Halleschen Philharmonie, die aus dem ehemaligen Staatlichen Sinfonieorchester, der Robert-Franz-Singakademie und dem Stadtsingechor zu Halle hervorging; ferner wurden ein gesondertes Kammerorchester, das er von 1973 bis 1984 leitete, und zwei Bläsergruppen ausgeprägt. Nach der Musikwissenschaftlerin Konstanze Musketa entstand dadurch „ein vielseitiges und leistungsfähiges Ensemble“, von welchem „wesentliche Impulse für das Musikleben der Region“ ihren Ausgang nahmen. 1976 dirigierte er das Festkonzert anlässlich der Einweihung der Konzerthalle am Boulevard, welche das Steintor-Varieté als Hauptspielstätte ablösen sollte. Koch sprach sich für eine „Demokratisierung des Konzertlebens“ aus, was sich in Werkeinführungen und Gesprächen sowie der Konzertplanung ausdrückte. So waren laut Richter seine Werkhallen- und Schülerkonzerte eine Anstrengung, jene Kreise „an klassische Musik heranzuführen“. Die Konzerte galten als weitestgehend ausverkauft. Das Repertoire des Ensembles umfasste sinfonische Musik von der Zeit der Klassik bis zur Moderne. Durch die Chor-Orchester-Verbindung konnten wiederholt Oratorien von Georg Friedrich Händel aufgeführt werden. Zum 450-jährigen Jubiläum des deutschen Bauernkrieges brachte es unter Kochs Leitung das Oratorium „Die Antwort“ von Wolfgang Hohensee mit einem Text von Paul Wiens in der Mühlhäuser Marienkirche zur Uraufführung. Der Verdienst des Sinfonieorchesters, des Kammerorchesters und der Kammermusikensembles um die zeitgenössische Musik sollte sich auch in weiteren Uraufführungen ausdrücken. Kaum berücksichtigt wurden bei der Philharmonie allerdings Komponisten aus dem Raum Halle-Magdeburg. Aufgrund seiner Inaktivität wurde Koch auch nicht als Vorsitzender der Sektion Interpreten (1972–1976) im entsprechenden Bezirksverband des VKM wiedergewählt. Andererseits wählte Koch „nie nach Zugehörigkeit zu Trends und Moden, sondern immer im Hinblick auf ihre musikalischen Qualität“, wie Richter ausführte. Wichtig war für Koch zudem die „Wirkung des klanglichen Ergebnisses“. Zu den präsentierten Werken gehörten u. a. 1972 Alan Bushs Sinfonischer Satz für Klavier und Orchester „Afrika“ (mit Alan Bush), 1974 Fritz Geißlers Sinfonie Nr. 8, 1975 Günter Kochans Bratschenkonzert (mit Alfred Lipka), 1981 Wolfgang Stendels Cellokonzert (mit Hans-Joachim Scheitzbach) und 1989 Kurt Schwaens 2. Klavierkonzert (mit Ton Nu Nguyet Minh) und Dietrich Boekles Neufassung des Concerto für großes Orchester. Regelmäßig wurde der Klangkörper zu den großen alternierend stattfindenden Musikfesten in Ostberlin, den DDR-Musiktagen und der Musik-Biennale, eingeladen. 1989 trat er bei den Dresdner Tagen der zeitgenössischen Musik auf. Deutlich sichtbar wurde unter Kochs Dirigat ebenso eine „internationale Anerkennung“, wie Musketa betonte. Zahlreiche Gastspiele führten den Klangkörper in den sogenannten Ostblock. „Autorität und Verhandlungsgespür“ Kochs, wie es in einem Nachruf in der Mitteldeutschen Zeitung aus Halle hieß, ermöglichten der Philharmonie ab 1975 auch Konzertreisen ins westliche Ausland. Nach dem Musikwissenschaftler Achim Heidenreich wurden neben diesen durchaus positiv zur Kenntnis genommenen regulären Veranstaltungen in der Bundesrepublik Deutschland auch DKP organisierte Arbeiterkonzerte bedient, die hingegen nur wenig Zuspruch fanden. Der Dramaturg Gerd Richter nahm Koch in Halle „als einen ideenreichen, hervorragenden Künstler und klugen Manager“ wahr. Beeindruckend fand er „seine hohe Musikalität und seine elegante, dabei aber auch präzise Schlagtechnik, sein Vermögen, die Wirkung einer Musik beim Lesen der Partitur genau einschätzen zu können, dies aber auch den Interpreten wie letztlich dem Publikum vermitteln zu können“. Koch hatte einen „Hang zu einer gewissen Theatralik“, so Richter, und verfügte über eine „starke, zuweilen egozentrische, Persönlichkeit“. Trotz fehlenden Musikhochschulstudiums war er „für alle künstlerischen und intellektuellen Anregungen offen, ja er war von einer ausgesprochenen Wißbegierde“ und beschäftigte sich etwa auch mit den Maximen der historischen Aufführungspraxis.
Nicht zuletzt verhalf Koch während seiner Hallenser Zeit DDR-Kompositionen zu sowjetischen Erstaufführungen in Moskau wie 1965 der „Kleinen Musik für Orchester“ und dem Violinkonzert (mit Wiktor Pikaisen) von Ruth Zechlin und 1971 der 2. Sinfonie von Günter Kochan. Darüber hinaus brachte er 1973 mit dem Sinfonieorchester des Rumänischen Rundfunks in Bukarest Dumitru Bughicis sinfonische „Suite Bilder aus der Geschichte Rumäniens“ zur Uraufführung. 1984 wurde Koch Mitglied des „Kuratoriums Schauspielhaus“, das von Kammersänger Peter Schreier geleitet wurde, und 1985 des Komitees der Deutschen Demokratischen Republik zum 750-jährigen Bestehen von Berlin.
Nach dem Hallenser Chorleiter Hans-Martin Uhle hat Koch die Hallesche Philharmonie „in die Oberliga geführt“. Er war „ein exzellenter Dirigent und guter Orchestererzieher“. Als nicht unproblematisch sei seine Machtbesessenheit anzusehen, unter der auch der damalige Chorleiter der Robert-Franz-Singakademie „Hartmut Haenchen zunehmend leiden“ musste. Koch habe seine Parteimitgliedschaft eingesetzt, um Haenchens künstlerische Tätigkeit mit dem Orchester zu durchkreuzen. In der Konsequenz verließ Haenchen 1972 Halle. Gleichsam pflegte er auch zu Haenchens Nachfolger Wolfgang Unger kein gutes Verhältnis. Kochs tendenzielle Nähe zum Staat, die als „politischer Teufelskreis“ gewertet worden war, führte nach einem unkomfortablen Abstimmungsergebnis Ende 1989 zum Rücktritt in Halle. Dem Ansuchen des Orchestervorstands entsprechend, setzte er dennoch seine Arbeit bis zum Ende der Spielzeit 1989/90 fort, sodass er mit dem Abschlusskonzert der 39. Händel-Festspiele sein letztes Konzert in der Saalestadt geben konnte. Nach Gilbert Stöck bekräftigte Koch „die kulturpolitische Linie der Staatspartei nach außen hin mit oftmals markigen Worten“. Für den Musikwissenschaftler und Masur-Biografen Johannes Forner galt er als ein „politischer Hardliner und im menschlichen Umgang als problematisch“. Dennoch betonte Richter: „Seine gesellschaftspolitischen Vorstellungen schlossen Kritik an politischen Realitäten nicht aus“. Kurz vor seinem Tod berichtete er Richter, dass er sich „von den Machthabern der DDR auch um seine Ideale betrogen“ sah.

### Karriereende in Suhl
Im Jahr 1990 kehrte Koch in seine Thüringer Heimat zurück und wurde als Nachfolger von Wolfgang Hoyer Chefdirigent der Thüringen-Philharmonie Suhl. Ferner übte er bis 1991 die Verwaltungsfunktion des Orchesterdirektors aus. In Suhl begründete Koch die Musikreihen „Rocksinfonik“ und „Kammermusik im Rathaus“. Darüber hinaus gastierte er mit seinem neuen Klangkörper im In- und Ausland, etwa beim Schleswig-Holstein Musik Festival und beim Rheingau Musik Festival. Nachdem er 1993 erfolglos an das Meininger Theater zurückzukehren versuchte war er 1994/95 gemeinsam mit Jean-Paul Penin Chefdirigent und zuletzt 1995/96 Gastdirigent in Suhl. Danach war er – neben seiner Tätigkeit in Japan – vor allem mit dem Orchesteraufbau des Thessaloniki State Symphony Orchestra in Griechenland betraut. Ein festes Engagement beim chinesischen Staatsorchester lehnte er aus Altersgründen ab.
Zimmermann sah in Koch einen „Orchestererzieher“ im Sinne Hans von Bülows: „Er wollte mit den Orchestern, für die er Verantwortung trug, stets das bestmögliche Niveau erreichen und dafür die Orchestermitglieder musikalisch besser machen.“ Leistungsanspruch forderte er auch bei anderen ein; Zimmermann stellte Koch in eine Reihe mit autoritär auftretenden Dirigenten wie Daniel Barenboim, Herbert von Karajan, Sergiu Celibidache und Christian Thielemann.

## Lehrverpflichtungen

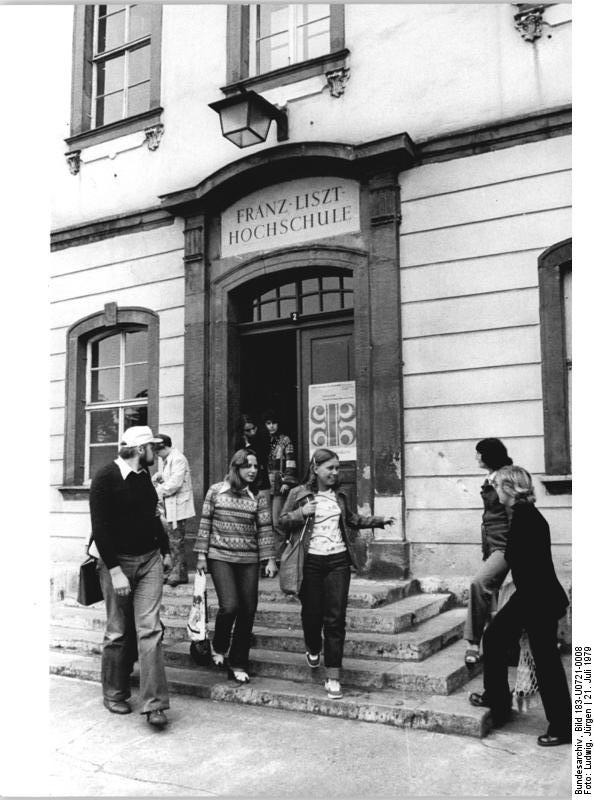
Hochschule für Musik Franz Liszt Weimar (1979)

Ein weiterer Arbeitsschwerpunkt lag in der Orchestererziehung. 1972 begann er seine Lehrtätigkeit an der Hochschule für Musik „Felix Mendelssohn Bartholdy“ in Leipzig, wo er 1979 Vorsitzender des Orchesterrates wurde. Dem Hochschul-Sinfonieorchester stand er als Gastdirigent zur Verfügung. Im September 1975 erhielt er eine Professur mit Lehrauftrag für das Fach Dirigieren an der Hochschule für Musik Franz Liszt Weimar, die er erneut von 1987 bis 1993 ausübte.
Von 1982 bis September 1986 war er als Nachfolger von Dieter Zechlin Rektor der Hochschule für Musik „Hanns Eisler“ Berlin. In dieser Zeit war in Halle die Personalunion zwischen der künstlerischen und der staatlichen Leitung des Orchesters aufgehoben; Wolfgang Pfeiffer bekleidete das Amt des Direktors der Philharmonie. Oft wurde Koch durch seinen Stellvertreter Karl-Heinz Zettel vertreten.
Ferner erhielt er Gastprofessuren in Tokio (Japan), Havanna (Kuba) und Pjöngjang (Nordkorea). Hervorzuheben ist vor allem seine Lehrtätigkeit ab 1983 am privaten Tokyo College of Music. Mit dem Hochschulorchester war er auf Europa-Tournee.
In Halle leitete Koch seit den 1970er Jahren ein in den Zuständigkeitsbereich des Ministeriums für Kultur fallendes Dirigentenseminar, das den Klangkörper zu einer Art „Übungsorchester“ machte, sowie zur Werkeinstudierung die Seminare mit den Kompositionsstudenten. Koch war auch Mitglied der Ständigen Jury Dirigieren der DDR, die unter der Leitung von Kurt Masur stand. 1992 leitete er den Kurs des daraus entstandenen Dirigentenforums des Deutschen Musikrats in Suhl.
Zu seinen Schülern gehörten u. a. Peter Aderhold, Christfried Göckeritz, Christian Rudolf Riedel und István Ella, aber auch Dirigentinnen wie Dobrin Panajotow, Helga Sippel, Dorothea Köhler und Johanna Martens sowie Johanna Weitkamp. In Thessaloniki war Cosima Sophia Osthoff Assistentin Kochs.

## Familie
Olaf Koch war fünfmal verheiratet. Aus seiner 1954 mit der Schauspielerin und Regisseurin Sieglinde Wiegand (1929–2018) geschlossenen Ehe ging die Regisseurin Stephanie Koch (* 1955) hervor. Danach war er mit der Geigerin Kathinka Rebling (* 1941) verheiratet. Seine dritte Ehe ging Koch mit der Schauspielerin Monika Reh ein.
Zusammen mit seiner Frau Kathinka Koch-Rebling und der gemeinsamen Tochter lebte er längere Zeit im Neubaugebiet Halle-Neustadt. Koch hatte einen Waffenschein und galt als passionierter Jäger. In Waldau bei Hildburghausen besaß er einen Bungalow, von wo aus er zur Jagd (auch gemeinsam mit seiner Ehefrau) in den Thüringer Wald ging. Nach der politischen Wende war er auch in Österreich und Namibia jagen. Für Klaus Zimmermann (2021) verkörperte er „Arroganz und Machtrausch auf der einen, Menschennähe und gewollte Plattenbau-Enge auf der anderen Seite“.
Koch verstarb 2001 nach schwerer Krankheit in Halle (Saale) und wurde auf dem Friedhof Kröllwitz beigesetzt. 2006 wurde an seinem Geburtshaus in Sondershausen-Bebra auf Initiative des Männerchores Bebra eine Gedenktafel enthüllt. Anlässlich des 100-jährigen Bestehens des Chores widmete man Koch das Lied „Geboren aus der Kraft zum Leben“. Seit 2019 ist die Gedenktafel mit einer Erklärtafel an der Stadtmauer von Sondershausen angebracht.

## Auszeichnungen
- 1964: Max-Reger-Kunstpreis des Bezirks Suhl[91]
- 1973: Händel-Preis des Bezirks Halle[92]
- 1974: Vaterländischer Verdienstorden in Gold[3]
- 1975: Artur-Becker-Medaille in Gold[93]
- 1976: Händel-Preis des Bezirks Halle (für die Hallesche Philharmonie)[92]
- 1976: Kunstpreis der DDR[94]
- 1979: Nationalpreis der DDR III. Klasse für Kunst und Literatur („für seine Verdienste als Dirigent und Orchestererzieher“)[95]

Darüber hinaus war er Träger der Béla Bartók Medaille sowie der Ehrenauszeichnung des sowjetischen Komponistenverbandes, die er für die Interpretation von Auftragswerken erhielt.

## Diskografie (Auswahl)
- Günter Kochan: Violakonzert (NOVA, 1976) – Hallesche Philharmonie, Alfred Lipka (Viola)
- Bert Poulheim: Fagottkonzert (NOVA, 1982) – Hallesche Philharmonie, Bert Poulheim (Fagott)
- Kurt Schwaen: Requiem für Orchester (NOVA, 1988) – Orchester der Hochschule für Musik „Hanns Eisler“ Berlin
- Peter Jona Korn: Beckmesser-Variationen / Symphonie Nr. 3 / Exorzismus eines Liszt-Fragments (Thorofon, 1992) – Thüringen-Philharmonie Suhl
- Dietrich Erdmann: Musica multicolore / Concertino für Klavier und kleines Orchester (Thorofon, 1992) – Thüringen-Philharmonie Suhl, Roswitha Lohmer (Klavier)
- Ulrich Sommerlatte: Sinfonische Unterhaltung etc. (Koch-Schwann, 1993) – Thüringen-Philharmonie Suhl
- Joseph Suder: II. Symphonische Musik (CALIG, 1993) – Thüringen-Philharmonie Suhl
- Wolfgang Stendel: Inventionen für Orchester (Thorofon, 1994) – Thüringen-Philharmonie Suhl
- Nina Makarova: Symphony in D Minor (Russian Disc, 1994) – Staatliches Sinfonieorchester der UdSSR
- Gerhard Rosenfeld: Flötenkonzert (Hastedt, 1997) – Kammerorchester der Halleschen Philharmonie, Otto Rühlemann (Flöte)
- Alexandre Guilmant, Léon Boëllmann, François-Joseph Fétis: Masterworks for Organ & Orchestra (Guild, 2001) – Ingolstadt Philharmonie, Franz Hauk (Orgel)

## Veröffentlichungen
- Sendboten des Friedens. In: Musik und Gesellschaft 3 (1982), S. 463.